# Palm Cross
De Palm Cross is een veldrijdwedstrijd die sinds 2013 jaarlijks wordt georganiseerd in de Belgische gemeente Steenhuffel.

## Erelijst

### Mannen[1]
| Datum      | Klassement            | Cat. | Winnaar                | Tweede           | Derde                |
| ---------- | --------------------- | ---- | ---------------------- | ---------------- | -------------------- |
| 01/09/2018 | De moedige Veldrijder | –    | Joachim Van Looveren   | Nicolas De Smet  | Arne Baers           |
| 02/09/2017 | De moedige Veldrijder | –    | Luke Verburg           | Maxim Dewulf     | Jarno Bellens        |
| 03/09/2016 | De moedige Veldrijder | –    | Ingmar Uytdewilligen   | Kevin Cant       | Jenko Bonne          |
| 05/09/2015 | De moedige Veldrijder | –    | Berne Vankeirsbilck    | Angelo De Clercq | Ingmar Uytdewilligen |
| 06/09/2014 | De moedige Veldrijder | –    | Elias Van Hecke        | Hendrik Sweeck   | Kevin Cant           |
| 07/09/2013 | –                     | –    | Kendric Van Grembergen | Kevin Cant       | Bart Verschueren     |
| 04/09/2012 | –                     | –    |                        |                  |                      |
| 06/09/2011 | –                     | –    |                        |                  |                      |
| 16/10/2010 | –                     | –    | Kristof Cop            |                  |                      |

### Vrouwen
| Datum      | Klassement            | Cat. | Winnaar                | Tweede             | Derde           |
| ---------- | --------------------- | ---- | ---------------------- | ------------------ | --------------- |
| 01/09/2018 | De moedige Veldrijder | –    | Manon Bakker           | Shirin van Anrooij | Axella Bellaert |
| 02/09/2017 | De moedige Veldrijder | –    | Marieke van Witzenburg | Kim Van de Putte   | Elodie Kuijper  |